# Gerhart von Gierke
Gerhart von Gierke (* 14. Januar 1922 in Karlsruhe; † 28. Juni 2003 in München) war ein deutscher Physiker.

## Leben
Gerhart von Gierke war einer der führenden Köpfe der Fusionsforschung in Europa und einer der Gründer des Max-Planck-Instituts für Plasmaphysik in Garching. Er verbrachte seine gesamte Karriere am IPP.
Von Gierke wurde am 14. Januar 1922 in Karlsruhe geboren. Er stammte aus einer angesehenen deutschen Familie: Sein Großvater war ein berühmter Rechtsprofessor, seine Schwester schrieb Teile der deutschen Verfassung von 1919 und andere Verwandte beteiligten sich am Widerstand gegen Adolf Hitler. Von Gierke studierte in Heidelberg und erhielt 1949 sein Diplom und 1953 seinen Doktortitel in Kernphysik. Seine Dissertation befasste sich mit einem fotografischen Impulsspektrographen und seiner Anwendung auf die Kernübergangszustände Stickstoff-15 und Sauerstoff-17. Sein Doktorvater war Max-Planck-Schüler Walter Bothe, der mit Max Born 1954 den Nobelpreis für Physik erhielt.
Nach seiner Promotion ging von Gierke für zwei Jahre an die University of Liverpool, um die Entstehung und Streuung von Mesonen zu untersuchen. Anschließend verbrachte er ein Jahr am damals gerade zweijährigen CERN, bevor er den Ruf an das Max-Planck-Institut für Physik in Göttingen erhielt. In Göttingen wandte sich von Gierke unter der Leitung von Werner Heisenberg dem neuen Gebiet der Hochtemperatur-Plasmaphysik und der Fusionsforschung zu.
In den verbleibenden Jahren seiner Karriere untersuchte von Gierke das Plasmaverhalten nahe der Stabilitätsgrenze. Insbesondere untersuchte er die Rolle der Verteilung der Plasmastromdichte bei der Bestimmung der Grenzen der Plasmadrücke. 1987 ging er in den Ruhestand.

## Schriften
- Ein photographischer Impulsspektrograph und seine Anwendung auf den N15- und O17-Zwischenkern, 1953 (= Dissertation)
- Mit Günter Grieger, Karl-Ulrich von Hagenow: On the Evaluation of the Wendelstein experiments, Institut für Plasmaphysik, 1968
- Mit Günter Grieger, Erhard Wolfram Berkl: Determination of the magnetic surfaces in the stellarator W Ib by the use of a pulsed electron beam, Institut für Plasmaphysik, 1968